# الصفاء (يريم)

تعديل مصدري - تعديل

الصفاء محلة تابعة لقرية المحيب، التابعة لعزلة خودان بمديرية يريم إحدى مديريات محافظة إب في الجمهورية اليمنية.، بلغ تعداد سكانها 36 حسب تعداد اليمن لعام 2004.